# Nellia appendiculata
Nellia appendiculata är en mossdjursart som först beskrevs av Walter Douglas Hincks 1883.  Nellia appendiculata ingår i släktet Nellia och familjen Quadricellariidae. Inga underarter finns listade i Catalogue of Life.